# Perschotrawensk (Siedlung städtischen Typs)
Perschotrawensk (ukrainisch Першотравенськ; russisch Першотравенск) ist eine Siedlung städtischen Typs im Westen der ukrainischen Oblast Schytomyr an der Grenze zur Oblast Chmelnyzkyj mit 3400 Einwohnern (2019).

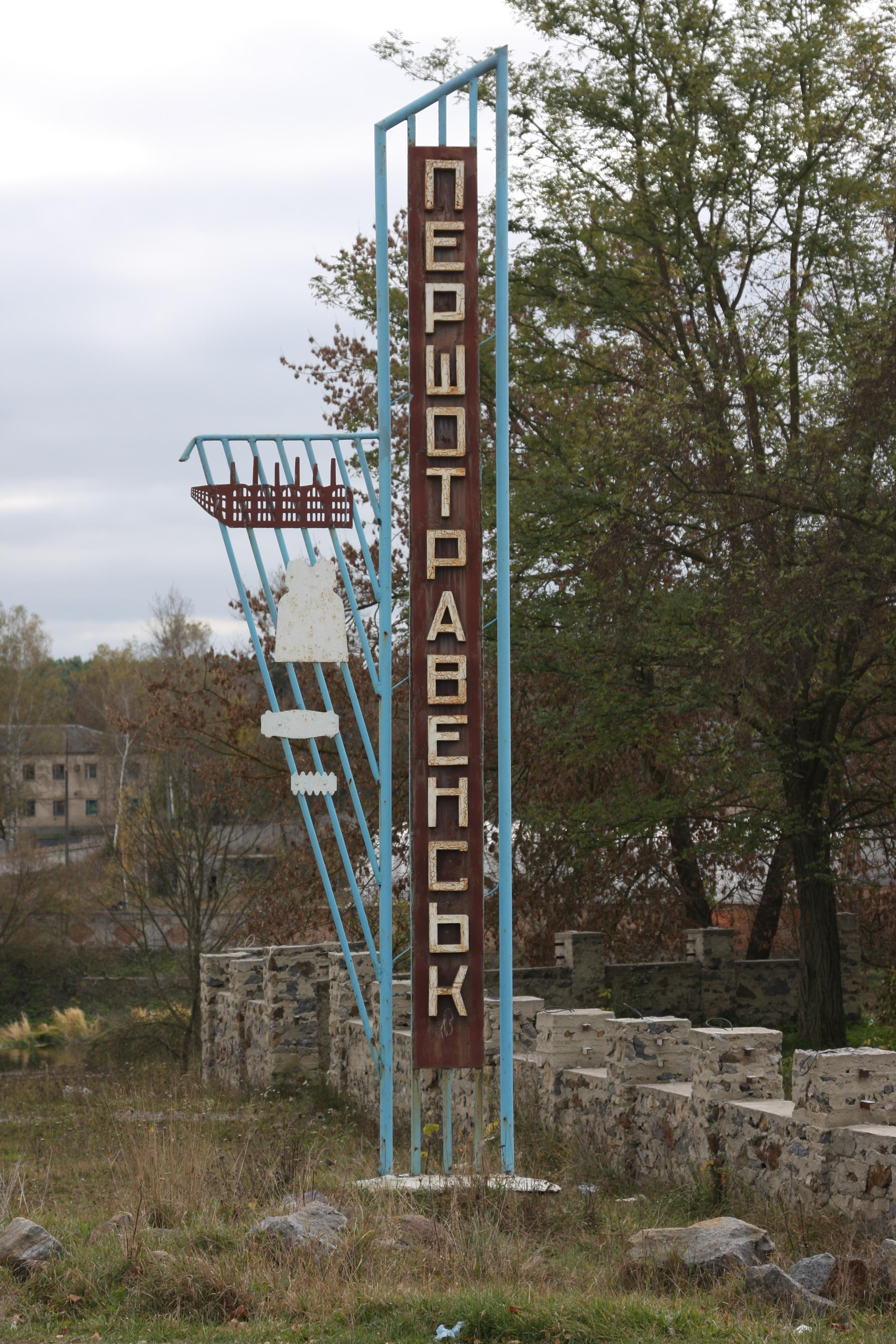
Ortseingangsschild von Perschotrawensk

Die 1898 als Tokariwka (Токарівка) gegründete Ortschaft erhielt 1934 ihren heutigen Namen und 1938 den Status einer Siedlung städtischen Typs.

## Geographie
Perschotrawensk liegt am Ufer der 114 Kilometer langen Chomora (Хомора) kurz vor deren Mündung in den Slutsch 7 Kilometer flussabwärts der SsT Poninka. Die Siedlung befindet sich an der Territorialstraße T–06–12 11 km südlich vom Rajonzentrum Baraniwka und 86 km westlich vom Oblastzentrum Schytomyr.
Am 12. Juni 2020 wurde die Siedlung ein Teil der Stadtgemeinde Baraniwka, bis dahin bildete sie die Siedlungratsgemeinde Perschotrawensk (Першотравенська селищна рада/Perschotrawenska selyschtschna rada) im Süden des Rajons Baraniwka.
Am 17. Juli 2020 kam es im Zuge einer großen Rajonsreform zum Anschluss des Rajonsgebietes an den Rajon Swjahel.